# Panaxia paradoxa
Panaxia paradoxa är en fjärilsart som beskrevs av P.Reich 1934. Panaxia paradoxa ingår i släktet Panaxia och familjen björnspinnare. Inga underarter finns listade i Catalogue of Life.